# 小布什总统中心

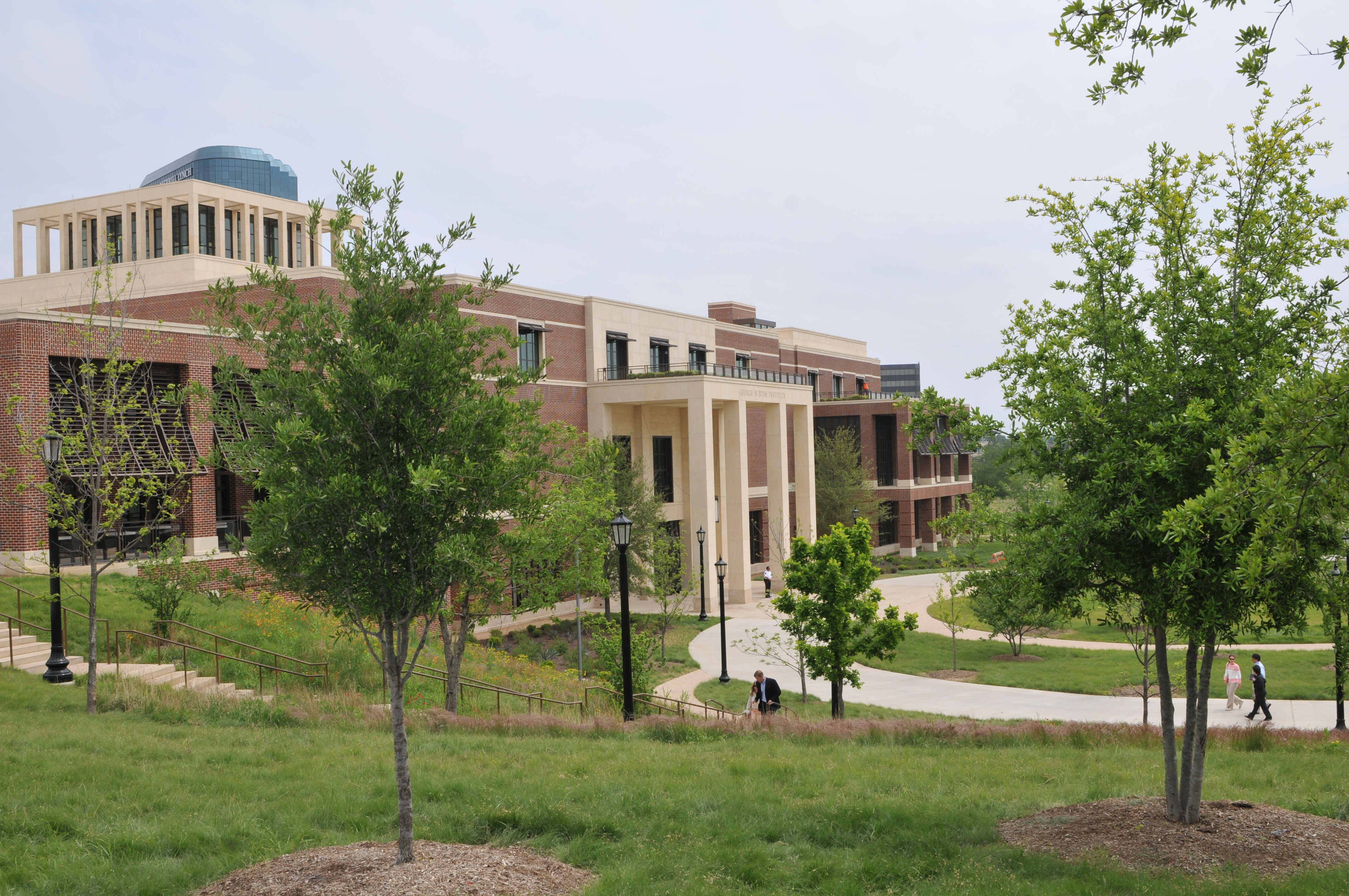

小布什总统中心（George W. Bush Presidential Center）是位于美国德克萨斯州大学公园市（达拉斯郊区）南方卫理公会大学校园的一组建筑群，包括前总统乔治·沃克·布什的总统图书馆暨博物馆、小布什政策研究所和小布什基金会办公室，于2013年4月25日开幕。
小布什总统图书馆达207,000平方英尺（19,200平方），是第二大总统图书馆，仅次于加州西米谷的罗纳德·里根总统图书馆。 